# أولاد بورية أولاد عيسى (أولاد عبادي)
أولاد بورية أولاد عيسى هو دُوَّار يقع بجماعة انخيلة، إقليم سطات، جهة الدار البيضاء سطات في المملكة المغربية. ينتمي الدوّار لمشيخة أولاد عبادي التي تضم 12 دوار. يقدر عدد سكانه بـ 998 نسمة حسب الإحصاء الرسمي للسكان والسكنى لسنة 2004.

## روابط خارجية
- البوابة الوطنية للجماعات الترابية
- المندوبية السامية للتخطيط